# Broby socken
För andra betydelser, se Broby socken (olika betydelser).
Broby socken i Västergötland ingick i Kinnefjärdings härad och området ingår sedan 1971 i Götene kommun och motsvarar från 2016 Broby distrikt.
Socknens areal är 6,21 kvadratkilometer varav 6,19 land. År 2000 fanns här 68 invånare. Sockenkyrkan Broby kapell ligger i socknen.

## Administrativ historik
Socknen har medeltida ursprung.
Vid kommunreformen 1862 övergick socknens ansvar för de kyrkliga frågorna till Broby församling och för de borgerliga frågorna bildades Broby landskommun. Landskommunen uppgick 1952 i Husaby landskommun som 1967 uppgick i Götene köping som 1971 ombildades till Götene kommun. Församlingen uppgick 2002 i Källby församling.
1 januari 2016 inrättades distriktet Broby, med samma omfattning som församlingen hade 1999/2000.  
Socknen har tillhört län, fögderier, tingslag och domsagor enligt vad som beskrivs i artikeln Kinnefjärdings härad. De indelta soldaterna tillhörde Västgöta-Dals regemente, Kållands kompani.

## Geografi
Broby socken ligger öster om Lidköping och söder om Kinnekulle kring Mariedalsån. Socknen är en odlad slättbygd.

## Fornlämningar
Skålgropsförekomster och en stensättning finns.

## Namnet
Namnet skrevs på 1330-talet Broby och kommer från kyrkbyn. Efterleden är by, 'gård; by'. Förleden är bro, byn ligger vid Mariedalsån.